# الوصول إلى نعم
الوصول إلى نعم: التفاوض على الاتفاقية دون الاستسلام، هو كتاب غير خيالي الأكثر مبيعًا لعام 1981 من تأليف روجر فيشر وويليام يوري. أضافت الطبعات اللاحقة في 1991 و2011 بروس باتون مؤلفًا مشاركًا. كان جميع المؤلفين أعضاء في مشروع مفاوضات هارفارد.
يقترح الكتاب طريقة للتفاوض المبدئي تتكون من «فصل الناس عن المشكلة» و«التركيز على المصالح لا المواقف» و«ابتكار خيارات لتحقيق مكاسب متبادلة» و«الإصرار على استخدام معايير موضوعية». رغم تأثيره في مجال التفاوض، فقد تلقى الكتاب انتقادات.

## معلومات عامة
ركز «فيشر» و«يوري» على سيكولوجية التفاوض في طريقتهما، «التفاوض المبدئي»، الذي يحاول إيجاد حلول مقبولة انطلاقًا من تحديد الاحتياجات التي أُصلحت والتي تكون مرنة للمفاوضين. نُشرت الطبعة الأولى من الكتاب في عام 1981. وبحلول عام 1987، اعتمدت العديد من المناطق التعليمية الأمريكية الكتاب لمساعدة الطلاب على فهم «المفاوضة غير العدائية».
في عام 1991، صدر الكتاب في طبعة ثانية مع إدراج بروس باتون، محرر الطبعة الأولى، مؤلفًا مشاركًا. كان الاختلاف الرئيس بين الإصدارين الثاني والأول هو إضافة فصل بعد النص الرئيس بعنوان «عشرة أسئلة يسألها الناس حول الوصول إلى نعم». أصبح الكتاب من أكثر الكتب مبيعًا. وبحلول يوليو 1998، كان يظهر لأكثر من ثلاث سنوات في قائمة الكتب «الأكثر مبيعًا» في بيزنس ويك (مجلة أعمال أمريكية أسبوعية). في ديسمبر 2007، كان ما يزال يظهر في القائمة كواحد من «الأفضل مبيعًا على المدى الطويل» في كتب الأعمال الورقية.
نُشرت الطبعة الثالثة في عام 2011. من بين التغييرات الأُخر في الطبعة الثانية، أضافت الطبعة الثالثة أمثلة جديدة للمفاوضات، مثل الصراع في العراق بعد سقوط صدام حسين من السلطة; وفقرات حول «الاهتمامات الأساسية» و«دور الهوية» وقسم «كيف نتواصل؟» وقسم «هناك قوة في الاتصال الفعال». عام 2022، أكد «يوري» على موقعه على الإنترنت أنه بِيعت 15 مليون نسخة من الكتاب، وأنه تُرجم إلى أكثر من 35 لغة.

## طريقة التفاوض المبدئي
يبدأ الكتاب بفصل بعنوان «لا تساوم على المواقف» يشرح الخصائص غير المرغوب فيها للتفاوض الموضعي، إذ تتجادل الأطراف المتفاوضة حول سلسلة من المواقف. تنتج مثل هذه الجدالات «نتائج غير حكيمة»، و«غير فعالة»، و«تهدد العلاقة باستمرار».
تصف الفصول الأربعة التالية طريقة التفاوض المبدئي التي طورها «فيشر» و«يوري» و«باتون» في مشروع مفاوضات هارفارد (جزء من برنامج اتحاد التفاوض). والغرض من المفاوضات المبدئية هو «اتخاذ قرار بشأن القضايا بناءً على مزاياها وليس من خلال عملية مساومة». تعتمد الطريقة على أربعة مبادئ:

### «افصل الناس عن المشكلة»
المبدأ الأول للوصول إلى «نعم» هو «افصل الناس عن المشكلة» ينطبق على التفاعل بين طرفي التفاوض. يشير المؤلفون إلى أن المفاوضين هم أشخاص من الدرجة الأولى (أشخاص لديهم قيم وخلفيات ثقافية ومشاعر مختلفة). تميل العلاقة بين الأطراف إلى التشابك مع المشكلة التي يناقشها الطرفان؛ لذلك، يجب معالجة قضايا الإدراك والعاطفة والتواصل في أثناء التفاوض.
فيما يتعلق بالإدراك، لاحظ المؤلفون أنه من المهم للمفاوض فهم كيف ينظر الطرف الآخر إلى قضية ما. تشمل طرق تحقيق ذلك «ضع نفسك مكانهم» و«ناقش تصورات كل منكما» و«حفظ الوجه: اجعل مقترحاتك متسقة مع قيمهم».
فيما يتعلق بالعواطف، يشجع المؤلفون المفاوضين على استكشاف أسباب مشاعرهم ومشاعر الطرف الآخر. قد تكون هناك حاجة إلى تقنيات لنزع فتيل الغضب، مثل السماح للطرف الآخر بالتعبير عن مظالمه وتقديم اعتذار كبادرة رمزية.
فيما يتعلق بالاتصال، أشار المؤلفون إلى ثلاث مشكلات مشتركة وقدموا اقتراحات لمنعها أو حلها: عدم التحدث مع الطرف الآخر بطريقة مباشرة وواضحة وعدم الاستماع بنشاط إلى الطرف الآخر، ولكن بدلاً من ذلك الاستماع فقط لدحض تصريحات الطرف الآخر وسوء فهم أو إساءة تفسير ما قاله الطرف الآخر.

### «ركز على المصالح لا المواقف»
المبدأ الثاني هو «التركيز على المصالح لا المواقف»  يميز المواقف التي يتبناها الأطراف عن المصالح التي أدت بهم إلى تلك المواقف. على سبيل المثال، في عام 1978، اتخذت كل من إسرائيل ومصر مواقف بشأن احتلال شبه جزيرة سيناء، لكن أسباب المواقف كانت مختلفة: إسرائيل كانت مهتمة بالأمن ومصر كانت مهتمة بالسيادة. أدت معالجة المصالح الأساسية للبلدين إلى معاهدة السلام بين مصر وإسرائيل عام 1979. يوصي المؤلفون أن يحدد المفاوضون المصالح، مثل «الاحتياجات الإنسانية الأساسية» لـ «الرفاهية الاقتصادية» و«السيطرة على حياة المرء»، وراء مواقف الأطراف. يجب على كلا الطرفين بعد ذلك مناقشة اهتماماتهما والحفاظ على ذهن متفتح على الجانب الآخر من الجدال، للوصول إلى الخيارات التي ترضي مصالح كل منهما.

### «ابتكر خيارات لتحقيق مكاسب متبادلة»
المبدأ الثالث هو «ابتكر خيارات لتحقيق مكاسب مشتركة» يسعى إلى إفادة الطرفين المتفاوضين. لاستحداث الخيارات، يقترح المؤلفون قيام الطرفين بالعصف الذهني منفصلين أو معًا. يصف الكتاب تقنيات محددة لتعزيز العصف الذهني الفعال؛ على سبيل المثال، «مخطط الدائرة» يرسم الخطوات المتكررة للمشكلة، والتحليل، والأساليب، وأفكار العمل التي يجب حدوثها. يمكن للخيارات إما تلبية الاهتمامات المشتركة أو تلبية المصالح المختلفة التي تكمل بعضها البعض (مثل أغاني الأطفال جاك سبرات). بعد تطوير خيار مناسب، يمكن لأحد الطرفين صياغة اتفاقية مكتوبة لتسهيل القرار على الجانب الآخر.

### «الإصرار على استخدام معايير موضوعية»
المبدأ الرابع هو «الإصرار على استخدام معايير موضوعية» يشجع الأطراف على «التفاوض على أساس ما بشكل مستقل عن إرادة أي من الجانبين». يمكن أن يساعد هذا النهج في «إنتاج اتفاقات حكيمة بشكل ودي وفعال»، مثل المفاوضات حول قانون البحار. يمكن أن تستند المعايير الموضوعية إلى عوامل مثل القيمة السوقية والسوابق.
الخطوات الثلاث لاستخدام المعايير الموضوعية في المفاوضات هي البحث المشترك عن هذه المعايير، والحفاظ على ذهن متفتح بشأن المعايير التي ينبغي اختيارها لتطبيقها، وعدم الاستسلام أبدًا للضغوط أو التهديدات. ويختتم الفصل الخاص بهذا المبدأ بمثال للمعايير الموضوعية التي تُستخدم بنجاح في التفاوض بين الشخص الذي تكون سيارته خسارة كاملة والمسؤول عن مطالبات التأمين.

## إجابات على الأسئلة
تقدم الإصدارات الثلاثة للكتاب إجابات على ثلاثة أسئلة حول طريقة التفاوض المبدئي. يجيب الإصداران الثاني والثالث على عشرة أسئلة أخرى حول التفاوض.

### «ماذا لو كانوا أقوى؟»
إذا كان للجانب الآخر «موقف تفاوضي أقوى»، يوصي المؤلفون «بتطوير الـ باتنا الخاص بك - أفضل بديل لاتفاقية تفاوضية» (بالإنجليزية: BATNA or Best Alternative To a Negotiated Agreement). «باتنا» هو «النتائج التي يمكنك الحصول عليها دون التفاوض». يقدم المؤلفون ثلاثة اقتراحات لتطوير «باتنا» التي تحمي المفاوض من قبول اتفاقية يجب رفضها وتحسن أي اتفاق يُقبل: إنشاء قائمة بالإجراءات التي قد يتخذها المرء إذا لم يتم التوصل إلى اتفاق وتحويل بعض الأفكار الواعدة إلى خيارات وتحديد الخيار الذي يبدو أفضل.